# 37623 Valmiera
37623 Valmiera è un asteroide della fascia principale. Scoperto nel 1993, presenta un'orbita caratterizzata da un semiasse maggiore pari a 3,1941115 UA e da un'eccentricità di 0,0649814, inclinata di 22,30208° rispetto all'eclittica.